# Међународна година микрокредита
Међународна година микрокредита је посебан догађај Уједињених нација који се одржао 2005. године. Догађај је у фокусу имао микрофинансирање као инструмент друштвено-економског развоја.
Манифестација је покренута 18. новембра 2004. године.

## Циљеви
Економски и социјални савет Уједињених нација прогласио је 2005. годину Међународном годином микрокредита како би позвао на изградњу инклузивних финансијских сектора и јачање снажног, али често неискоришћеног, предузетничког духа који постоји у заједницама широм света.
Наведено је пет циљева повезаних са „годином“ а то су:
1. Проценити и промовисати допринос микрофинансирања и микрокредита Миленијским развојним циљевима
2. Повећати јавну свест и разумевање микрофинансирања и микрокредита као виталних делова једначине развоја
3. Промовисати инклузивне финансијске секторе
4. Подршка одрживом приступу финансијским услугама, и
5. Подстицати иновације и нова партнерства промовисањем и подржавањем стратешких партнерстава за изградњу и проширење домета и успеха микрокредита и микрофинансирања.